# Zasłonista Turnia

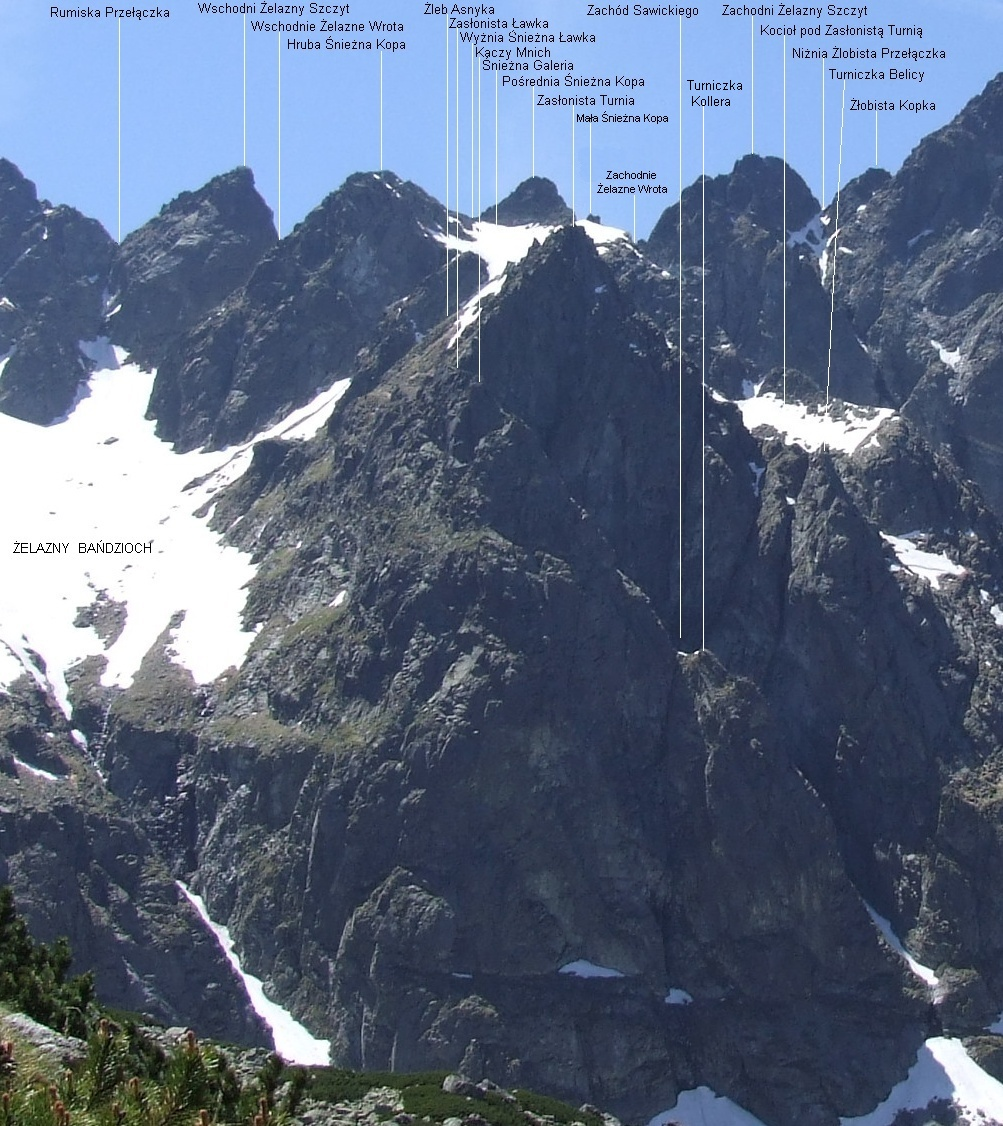
Zasłonista Turnia

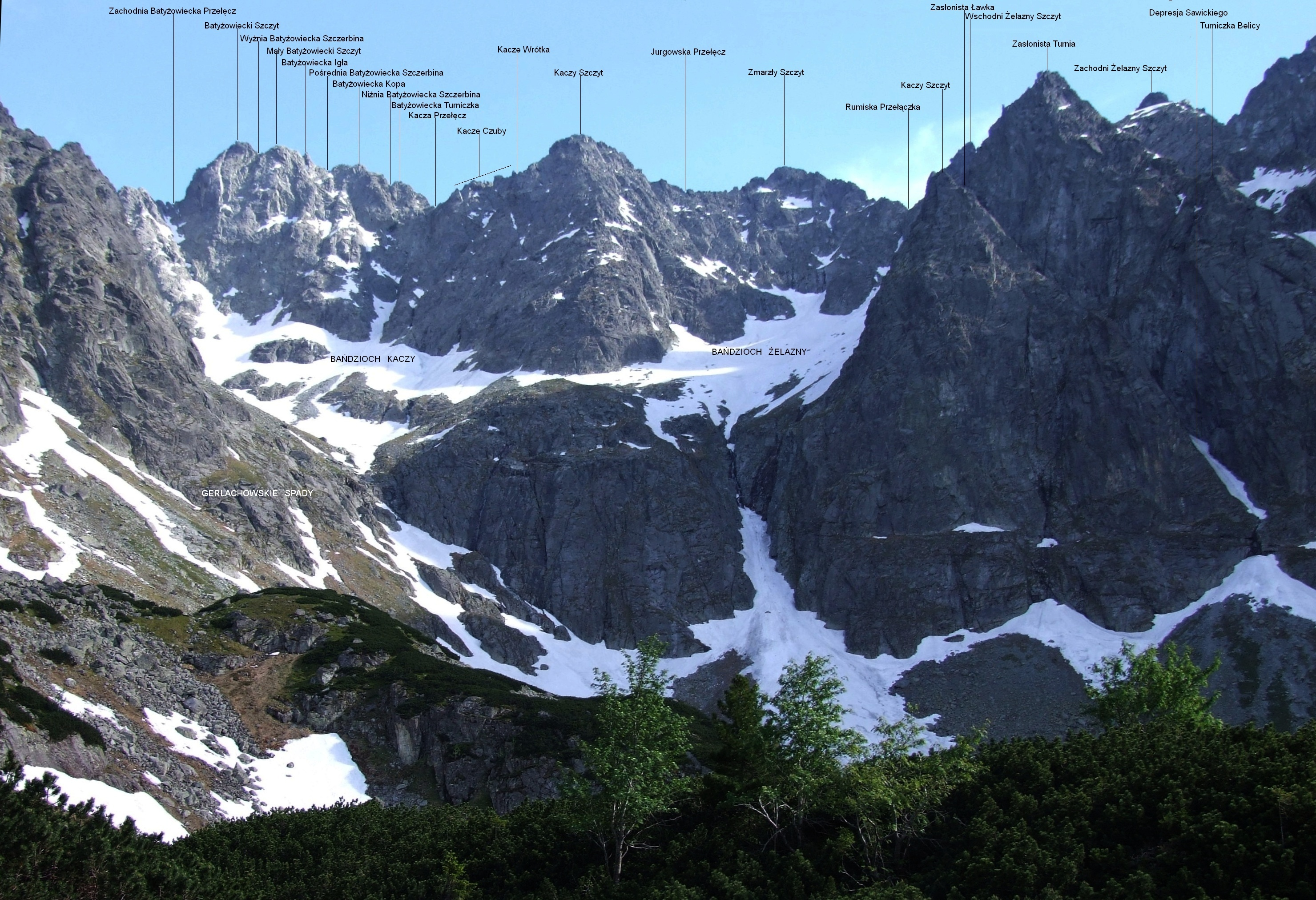
Widok z Doliny Litworowej

Zasłonista Turnia (słow. Veža Železnej brány, niem. Eisernetorturm, węg. Vaskapu-torony, 2180 m) – wybitna turnia w północno-wschodniej grani odbiegającej od Pośredniej Śnieżnej Kopy i stanowiąca wraz z tą granią zachodnie obramowanie Doliny Kaczej. W grani tej w kolejności od góry na dół znajdują się: żebro Pośredniej Śnieżnej Kopy, grzęda ograniczająca od zachodu Śnieżną Galerię, Zasłonista Przełączka, Zasłonista Turnia, Zasłonista Ławka, Kaczy Mnich.
Zasłonista Turnia ma dwa wierzchołki oddalone od siebie o około 20 m. Wyższy o kilka metrów jest południowo-zachodni. Niższy wierzchołek północny zbudowany jest z litych skalnych bloków i jest zwornikiem dla dwóch wybitnych żeber:
- żebro północno-wschodnie (orograficznie lewe)
- żebro północno-zachodnie (orograficznie prawe)[2].

Z przełączki między wierzchołkami opada skalisto-trawiasty żlebek, którym prowadzi droga wspinaczkowa nr 7. Do głównej części Doliny Kaczej z północnego wierzchołka Zasłonistej Turni opada wybitna ściana o trójkątnym kształcie i wysokości ponad 400 m. Dolna jej część to Kaczy Mnich, oddzielony od górnej części ściany przełączką Zasłonista Ławka. Z przełączki tej do Kaczego Żlebu spada olbrzymia Depresja Sawickiego tworząca wyraźną granicę między ścianami Zasłonistej Turni i Kaczego Mnicha. Jej nazwa pochodzi od nazwiska pierwszego zdobywcy tej ściany – Jana Sawickiego.
W około połowie wysokości orograficznie lewego żebra Zasłonistej Turni wznosi się wybitna Turniczka Belicy, oddzielona od wyższej części żebra wciętą na 3 m szczerbinką. Ze szczerbinki tej do Depresji Sawickiego opada wybitny komin z drogą wspinaczkową nr 7. Również na orograficznie prawym żebrze w Kaczym Mnichu znajduje się turniczka. Znana jest tylko jej słowacka nazwa – „Prava veža”, „Prava veža Kačaciego Mnícha” lub „Kollerova vežička”. Według Władysława Cywińskiego bardziej prawidłowa jest ostatnia nazwa, nie ma bowiem „Levej veži”. Przetłumaczył ją na język polski jako Turniczka Kollera.
Szczególnie potężnie trójkątna sylwetka Zasłonistej Turni prezentuje się z Polany pod Wysoką. Po zachodniej stronie jej wierzchołka znajduje się wysoko zawieszony i zawalony rumowiskiem oraz śniegami Kocioł pod Zasłonistą Turnią. Zasłonista Turnia jest dobrze widoczna z trasy niebieskiego szlaku turystycznego przez Dolinę Białej Wody. Z tej perspektywy zasłania ona wyższe Wschodnie Żelazne Wrota i stąd pochodzi jej nazwa. W. Cywiński nazwę tę uważa za wyjątkowo trafną. Nazwy słowacka i niemiecka pochodzą od nazwy Zachodnich lub Wschodnich Żelaznych Wrót.
Najłatwiejsze wejście na szczyt Zasłonistej Turni jest z Zasłonistej Przełączki (droga nr 1).

## Taternictwo
W ścianach Zasłonistej Turni znajdują się drogi wspinaczkowe dla taterników.
Pierwsze wejścia
- latem: Paweł Bester, Ferdynand Goetel, Walery Goetel i Aleksander Kowalski, 20 sierpnia 1908 r.,
- zimą: Konstanty Narkiewicz-Jodko, 19 marca 1931 r.[4]

Drogi wspinaczkowe
1. Południowo-zachodnią granią, z Zasłonistej Przełączki; I w skali tatrzańskiej, czas przejścia 10 min
2. Północno-zachodnim żebrem; II, od wylotu Kaczego Żlebu 1 godz. 30 min
3. Prawą częścią północnej ściany na północno-zachodnie żebro (droga Kopolda); VI/VII, 5 godz.
4. Žolik; M6+, 5 godz.
5. Belica-Porvaznik; V, 4 godz.
6. Belica-Kinčeš; V, A1, 9 godz.
7. Prawy komin; V+, A2, 40 godz.
8. Środkowy komin; IV+, 4 godz.
9. Lewy komin; IV, 5 godz.
10. Droga bez nazwy; V, a2, 10 godz.
11. Górną częścią ściany; V+, A3
12. Droga zacięciem; V-, A2, 7 godz.
13. Z Zasłonistej Ławki; I, 10 min
14. Z Kaczego Bańdziocha; I[2].